# Godło Szardży

Godło Szardży

Godło Szardży – Godło emiratu Szardża przedstawia w okręgu w polu srebrnym palmę daktylową (Phoenix dactylifera), w barwach naturalnych o 9 pierzastych liściach i dwóch owocostanach. Za palmą dwa skrzyżowane drzewce z flagami Zjednoczonych Emiratów Arabskich. U podstawy srebrna wstęga z czarnym napisem w języku arabskim الشارقة i angielskim - Sharjah.
Godło zostało wprowadzone w 2010 roku dekretem emira Sultana III ibn Muhammad Al-Qasimi.

## Historia
Początkowo (1964) godłem emiratu były skrzyżowane drzewce z flagą emiratu. W 1968 roku dodano nad flagami palmę daktylową, wzorując się na godle Arabii Saudyjskiej.